# Союз письменників Білорусі
Союз письменників Білорусі (біл. Саюз пісьменнікаў Беларусі, Sajuz piśmieńnikaŭ Biełarusi) — творча організація білоруських письменників, поетів, журналістів, критиків та інших діячів літератури, що підтримується режимом Лукашенка. Виникла в листопаді 2005 року, коли ряд членів Союзу білоруських письменників вийшли з нього і утворили нову організацію.
Причиною для виходу вони назвали політизацію СБП, її боротьбу з владою, яка, на думку незадоволених, супроводжувалася оскаженілою спекуляцією на культурі, проблемі білоруської мови і т. д., відсутність демократичних принципів.
Оскільки використання назви країни в іменах політичних партій та громадських організацій у Білорусі заборонено, 7 вересня 2006 року Лукашенко видав розпорядження, що дозволяє Союзу письменників використовувати слово «Білорусь» у своїй назві. Тим же наказом провладна спілка була звільнена від сплати податку на прибуток та податку на додану вартість, а незалежний Союз білоруських письменників був позбавлені цього права.
З самого заснування Союз очолював член Ради Республіки Національних зборів Білорусі письменник Миколай Чергінець. Перший секретар СПБ — Анатолій Аврутін. На 2006 рік чисельність Союзу становить понад 300 чоловік. При СПБ створені творчі клуби, секції при бібліотеках, школах, вишах, літературна студія. Спільно з Міжнародним співтовариством письменницьких спілок Росії СПБ готує випуск 50-томної бібліотеки російських і білоруських письменників, в якому планується зібрати разом твори білоруських та російських класиків та письменників сучасності. У білоруський список вже включені Янка Купала, Якуб Колас, Максим Танк, Іван Чигринов, Іван Мележ, Іван Шамякін та інші письменники.
Входить в Міжнародне співтовариство письменницьких спілок.
У березні 2022 року новим керівником Союзу став Олесь Карлюкевич.